# Arrondissement de Birkenfeld
Das Arrondissement de Birkenfeld (deutsch: Arrondissement Birkenfeld) war eine administrative Unterteilung in Frankreich, die vom 1. Oktober 1798 bis zum 11. April 1814 bestand. Es war dem Département de la Sarre (Saardepartement), das seinen Sitz in Trier hatte, untergeordnet.
Die am 12. März 1798 genehmigte Einteilung des Saardepartements in drei Arrondissements sah noch kein Arrondissement Birkenfeld vor. Mit der Errichtung des Arrondissements Birkenfeld am 1. Oktober 1798 wurde das Saardepartement neu eingeteilt. Dem Arrondissement Birkenfeld wurden neun Kantone zugeteilt, die am 9. März 1801 in Folge des Friedens von Lunéville mit dem Gebiet der französischen Republik vereinigt wurden.
Im Arrondissement Birkenfeld mit Sitz in Birkenfeld bestanden die folgenden 9 Kantone mit insgesamt 38 Mairien (Bürgermeistereien):
1. Kanton Baumholder, 5 Mairien: Baumholder, Börschweiler, Mittelbollenbach, Nohfelden und Reichenbach
2. Kanton Birkenfeld, 4 Mairien: Achtelsbach, Birkenfeld, Leisel, und Niederbrombach
3. Kanton Grumbach, 4 Mairien: Grumbach, Offenbach, Sien und Schmidthachenbach
4. Kanton Hermeskeil, 5 Mairien: Farschweiler, Hermeskeil, Kell, Otzenhausen und Thalfang
5. Kanton Herrstein, 4 Mairien: Herrstein, Fischbach, Hottenbach und Oberstein
6. Kanton Kusel, 5 Mairien: Burg Lichtenberg, Konken, Kusel, Quirnbach und Ulmet
7. Kanton Meisenheim, 4 Mairien: Hundebach, Meisenheim, Merxheim und Meddersheim
8. Kanton Rhaunen, 4 Mairien: Morbach, Merscheid, Rhaunen und Wirschweiler
9. Kanton Wadern, 3 Mairien: Neunkirchen, Wadern und Weyerweiler

1802/1803 umfasste das Arrondissement 10.377 Gebäude, Häuser, Mühlen etc. und 63.802 Einwohner in insgesamt 302 Kommunen.
Das Gebiet gehört heute zu den Landkreisen Birkenfeld, Kusel, Trier-Saarburg, Bernkastel-Wittlich und Bad Kreuznach in Rheinland-Pfalz sowie zu den Landkreisen St. Wendel und Merzig-Wadern im Saarland.